# Ансиан (район)
Ансиан (порт. Ansião) — район (фрегезия) в Португалии, входит в округ Лейрия. Является составной частью муниципалитета Ансьян. По старому административному делению входил в провинцию Бейра-Литорал. Входит в экономико-статистический субрегион Пиньял-Интериор-Норте, который входит в Центральный регион. Население составляет 2549 человек на 2001 год. Занимает площадь 20,32 км².